# Cann (Dorset)
Pour les articles homonymes, voir Cann.
Cann est une paroisse civile et un village du Dorset, en Angleterre.